# Henri Léon Lebesgue
Henri Léon Lebesgue, francoski matematik, * 28. junij 1875, Beauvais, Francija, † 26. julij 1941, Pariz.

## Življenje in delo
Lebesgue je diplomiral na École Normale Supérieure. 
Najbolj je znan po svoji teoriji integracije. Svojo teorijo je obravnaval v svoji disertaciji Integral, dolžina, površina (Intégrale, longueur, aire) leta 1902. Doktoriral je na Univerzi Henrija Poincaréja v Nancyju (Université Henri Poincaré Nancy) pod Borelovim mentorstvom.
Lebesgue je odpravil napako pri rešitvi Fermatovega problema za n = 7, ki ga je leta 1839 poskušal doseči Lamé. 
Leta 1907 je Lebesgue delno rešil Segrov problem obstoja povsod nezveznih avtomorfizmov obsega kompleksnih števil iz leta 1889. Ta problem sta dokončno rešila Beniamino Segre in Kestelman.